# S. Ansky
Shloyme Zanvl Rappoport (Czaśniki, Vitebsk, 1863 – Varsòvia o Otwock, 8 de novembre de 1920), conegut pel pseudònim S. Ansky (o An-ski) fou un autor, dramaturg i antropòleg del folklore jueu, activista cultural i polític jueu a l'Imperi Rus. És conegut per la seva obra Entre dos mons: El dibbuq, escrita en ídix el 1914. El 1917, després de la Revolució Russa, fou elegit diputat a l'Assemblea Constituent Russa pel partit socialrevolucionari.

## Treballs etnogràfics
Sota la influència del moviment rus naródnik, Ansky es va interessar per l'etnografia i el socialisme i es va convertir en activista polític. Entre 1911 i l'esclat de la Primera Guerra Mundial el 1914, va dirigir expedicions etnogràfiques a diversos pobles jueus de Volínia i Podòlia, i va compondre un qüestionari etnogràfic detallat de més de 2000 preguntes.
Les col·leccions etnogràfiques d'Ansky van quedar amagades sota el règim soviètic, però alguns materials van sortir a la llum des dels anys noranta. El Museu Etnogràfic de l'Estat de Sant Petersburg en conserva una bona part. Alguns de la seva extensa col·lecció d'enregistraments de cilindres realitzats en aquestes expedicions també s'han transferit a CD.
El seu informe etnogràfic de la destrucció deliberada de les comunitats jueves per part de l'exèrcit rus a la Primera Guerra Mundial, "L'enemic al seu plaer: un viatge a través del de l'assentament jueu de Pale durant la Primera Guerra Mundial", s'ha convertit en una font important per a la historiografia de l'impacte de la guerra sobre poblacions civils.